# Dennis Steinhauer
Dennis Steinhauer (* 7. Mai 1991 in Villingen-Schwenningen) ist ein deutscher Eishockeyverteidiger, der momentan bei den Kölner Haien in der Deutschen Eishockey Liga unter Vertrag steht.

## Karriere
Steinhauer steht seit 2006 im Kader der Juniorenmannschaft der Kölner Haie, mit der er seitdem in der Deutschen Nachwuchsliga spielt. Dort gehört der Linksschütze zu den teamintern besten Verteidigern, da er in bislang 81 Partien 36 Scorerpunkte erzielen konnte.
Während der Saison 2008/09 wurde der Linksschütze vom Trainerstab der Kölner Haie mehrmals für den Profikader nominiert und insgesamt zwölfmal in der höchsten deutschen Spielklasse, der Deutschen Eishockey Liga, eingesetzt. Dabei konnte Steinhauer keinen Scorerpunkt erzielen, bekam aber vier Strafminuten.
In der Saison 2009/10 steht er im Profikader der Kölner Haie und erhält zudem er eine Förderlizenz für die Schwenninger Wild Wings.

### International
Bei der U-18-Weltmeisterschaft 2008 erreichte Dennis Steinhauer mit der deutschen Juniorennationalmannschaft den fünften Platz. In den sechs Spielen, die er absolvierte, konnte der Verteidiger einen Assist erzielen.

## DNL-Statistik
(Stand: Ende der Saison 2008/09)